# La Double Vie de Véronique
La Double Vie de Véronique (Pools: Podwójne życie Weroniki) is een Frans-Poolse-Noorse speelfilm uit 1991 onder regie van Krzysztof Kieślowski. De film leunt zwaar op het dubbelgangersmotief. De hoofdrol wordt vertolkt door Irène Jacob, de muziek is van de hand van Zbigniew Preisner.

## Verhaal
De film gaat over twee vrouwen, de Poolse Weronika en de Franse Véronique, die niet van elkaars bestaan afweten. De beide vrouwen lijken erg op elkaar, beiden zijn zangeres, hebben dezelfde karaktertrekken en hebben hetzelfde meegemaakt. Weronika is een levenslustige vrouw, doet alles voor haar zangcarrière, maar heeft hartproblemen. Tijdens haar eerste grote optreden sterft ze op het podium.
Als de Franse Véronique voelt dat er iets onbenoembaars gebeurd is, stopt zij met haar carrière als zangeres vanwege een slechte gezondheid. Ze gaat lesgeven op een school. Dan komt ze de marionettenspeler Alexandre tegen, op wie zij verliefd wordt. Alexandre is een manipulatieve, psychologisch sterke man, die instinctief aanvoelt dat Véronique een dubbelganger heeft. Wanneer Véronique haar foto's van een reis naar Krakau laat zien, ontdekt hij op een foto Weronika. Op dat moment wordt Véronique zich bewust van haar dubbelganger. Als de poppenspeler voorstelt om een marionettenspel te maken op basis van Weronika en Véronique, verlaat zij hem.

## Rolverdeling
| Acteur                 | Personage           |
| ---------------------- | ------------------- |
| Irène Jacob            | Weronika/Véronique  |
| Wladyslaw Kowalski     | Vader van Weronika  |
| Sandrine Dumas         | Catherine           |
| Guillaume De Tonquédec | Serge               |
| Claude Duneton         | Vader van Véronique |
| Philippe Volter        | Alexandre Fabri     |
| Kalina Jedrusik        | Opvallende vrouw    |
| Aleksander Bardini     | Dirigent            |

## Achtergrond
La Double Vie de Véronique was de eerste film van Kieślowski die (deels) buiten Polen gedraaid werd. Het deel dat wel in Polen gefilmd werd, werd opgenomen tijdens roerige tijden, vlak na de val van het communisme. De sleutelscène waarin zowel Weronika als Véronique zich op dezelfde plek in Krakau bevinden, speelt tegen de achtergrond van een demonstratie, maar de camera en de spelers hebben daar totaal geen oog voor. Het beroep van de poppenspeler zet de kijker aan het denken. Bepaalt een ieder zelf zijn eigen levensloop, of is er een hoger iemand of instantie die letterlijk aan de touwtjes trekt? Ook doemt de vraag op of niet iedereen een dubbelganger heeft, een idee dat teruggaat tot Plato. Velen zien ook het contrast tussen Weronika en Véronique in de landen die ze representeren. De Franse Véronique is vrij in haar lotsbepaling, terwijl de vroege dood van Weronika het lot van het naoorlogse, onvrije Polen symboliseert.

## Prijzen en nominaties
Irène Jacob won een Gouden Palm in de categorie Beste vrouwelijke hoofdrol. De film zelf kreeg een nominatie in de categorie Beste film. In 1992 volgde een Golden Globe-nominatie in de categorie Beste buitenlandse film.